# Władysław Ostrowski

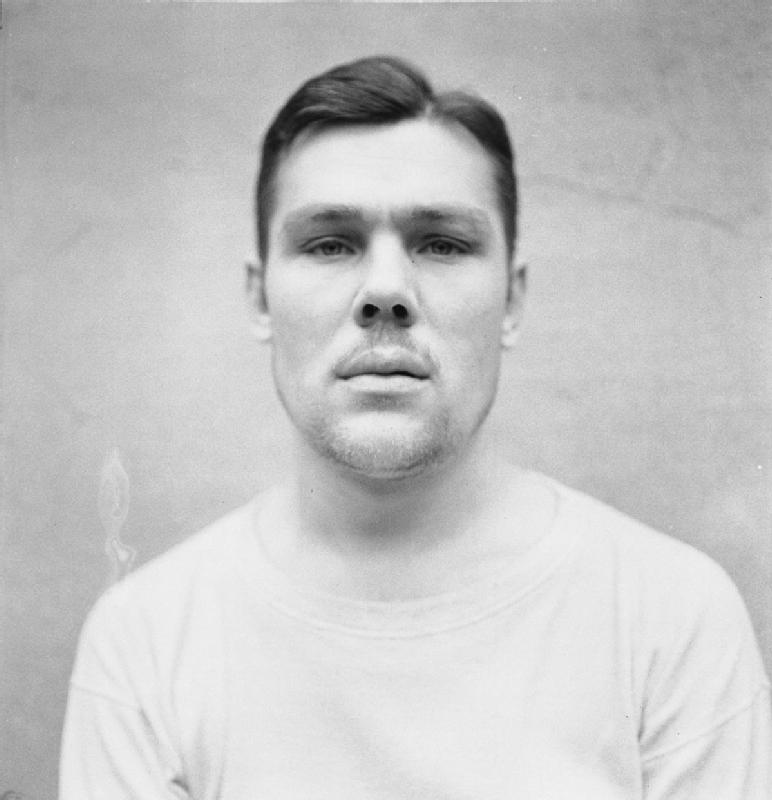
Władysław Ostrowski im August 1945

Władysław Ostrowski (* 27. Juni 1914 in Łódź; † unbekannt) war Häftling im KZ Groß-Rosen, dem KZ Mittelbau und dem KZ Bergen-Belsen.

## Leben
Ostrowski, von Beruf Anstreicher, war verheiratet und Vater eines Kindes. Er wurde 1939 in die Polnische Armee einberufen und kämpfte in Ostpolen gegen die Rote Armee. Noch vor Abschluss der sowjetischen Besetzung Ostpolens wurde Ostrowski bei Kampfhandlungen verwundet. Im April 1940 wurde er festgenommen und durch die Gestapo in Łódź interniert. Anschließend wurde er für sieben Monate in das Durchgangslager Radogoszcz verlegt und danach in das Gefängnis Sieradz. Ende 1942 flüchtete Ostrowski aus der Haft nach Berlin, wo er aufgegriffen und durch die Gestapo am 20. Oktober 1944 in Moabit erneut festgesetzt wurde. Einige Tage später wurde er in das KZ Groß-Rosen eingewiesen. In Groß-Rosen war er zunächst einem Außenkommando zugewiesen und verrichtete nach einem Unfall Stubendienst. Am 6. Februar 1945 wurde er von dort in das KZ Mittelbau überstellt.
Mit einem Eisenbahntransport verließ Ostrowski gemeinsam mit weiteren Häftlingen am 2. April 1945 das KZ Mittelbau und die Häftlingsgruppe kam am 10. April 1945 im KZ Bergen-Belsen an. Dort wurde er eigenen Angaben zufolge krankheitsbedingt mit Typhus in den Häftlingskrankenbau verlegt. Von dort wurde er im Juni 1945 noch erkrankt entlassen und danach durch ehemalige russische Häftlinge beschuldigt, ein Kapo gewesen zu sein. Er wurde danach bis zum Beginn des Bergen-Belsen-Prozesses inhaftiert. Ostrowski bestritt Funktionshäftling gewesen zu sein und Mithäftlinge schwer misshandelt zu haben, dies wurde ihm jedoch von mehreren Zeugen der Anklage vorgeworfen. Ostrowski wurde am 17. November 1945 zu einer Freiheitsstrafe von fünfzehn Jahren verurteilt, jedoch am 24. Juni 1955 aus der Haft entlassen. Sein Schicksal nach der Haftentlassung ist unbekannt.